# Bala Town
Bala Town (walisisch: Clwb Pêl Droed Bala) ist ein walisischer Fußballverein aus Bala, der in der Cymru Premier spielt. Die Heimspiele werden im Maes-Tegid-Stadion am Bala-See (walisisch Llyn Tegid, dem größten See von Wales) ausgetragen.

## Geschichte
Vorgängervereine waren Bala North End und Bala South End, die bis 1897 Rivalen waren und sich dann 1921 zum Verein Bala Thursdays zusammenschlossen. Die Mannschaft trug ihre Spiele im Schlosspark aus, dem heutigen Cricketfeld. Anfang der 1950er Jahre bezog der Verein sein neues Spielfeld in Maes Tegid.
Der Verein spielte meist in der zweiten oder dritten Liga, bis er in der Saison 2003/04 in die League of Wales aufstieg und sich dort in der folgenden Saison auf dem 4. Platz behauptete. In der Saison 2006/07 wurde um das Spielfeld Flutlicht installiert sowie 300 Sitzplätze, die 2012 auf 500 Sitzplätze erweitert wurden.
In der Saison 2012/13 qualifizierte sich Bala Town als Sieger der Abstiegsrunde zu den walisischen Playoffspielen für die UEFA Europa League. Hier konnte sich der Verein mit drei Siegen gegen drei Vereine der Meisterschaftsrunde durchsetzen und spielte somit in der Saison 2013/14 erstmals international.
Am 30. April 2017 gewann man durch einen 2:1-Sieg im Finale über The New Saints FC zum ersten Mal den nationalen Pokal.

## Erfolge
- Walisischer Pokalsieger: 2017
- Walisischer Ligapokal: 2023

## Europapokalbilanz
| Saison  | Wettbewerb                    | Runde                  | Gegner              | Gesamt          | Hin     | Rück          |
| ------- | ----------------------------- | ---------------------- | ------------------- | --------------- | ------- | ------------- |
| 2013/14 | UEFA Europa League            | 1. Qualifikationsrunde | FC Levadia Tallinn  | 2:3             | 1:0 (H) | 1:3 (A)       |
| 2015/16 | UEFA Europa League            | 1. Qualifikationsrunde | FC Differdingen 03  | 3:4             | 1:3 (A) | 2:1 (H)       |
| 2016/17 | UEFA Europa League            | 1. Qualifikationsrunde | AIK Solna           | 0:4             | 0:2 (A) | 0:2 (H)       |
| 2017/18 | UEFA Europa League            | 1. Qualifikationsrunde | FC Vaduz            | 1:5             | 1:2 (H) | 0:3 (A)       |
| 2018/19 | UEFA Europa League            | Vorqualifikation       | SP Tre Fiori        | 1:3             | 0:3 (A) | 1:0 (H)       |
| 2020/21 | UEFA Europa League            | 1. Qualifikationsrunde | FC Valletta         | 1:0             | 1:0 (A) |               |
| 2020/21 | UEFA Europa League            | 2. Qualifikationsrunde | Standard Lüttich    | 0:2             | 0:2 (A) |               |
| 2021/22 | UEFA Europa Conference League | 1. Qualifikationsrunde | Larne FC            | 0:2             | 0:1 (H) | 0:1 (A)       |
| 2022/23 | UEFA Europa Conference League | 1. Qualifikationsrunde | Sligo Rovers        | 2:2 (3:4 i. E.) | 1:2 (H) | 1:0 n. V. (A) |
| 2024/25 | UEFA Conference League        | 1. Qualifikationsrunde | Paide Linnameeskond | 2:3             | 1:2 (H) | 1:1 n. V. (A) |

Gesamtbilanz: 18 Spiele, 5 Siege, 1 Unentschieden, 12 Niederlagen, 12:28 Tore (Tordifferenz −16)